# Саво Климовський
Саво Климовський (мак. Саво Климовски; нар. 13 червня 1947, Скоп'є) — македонський юрист, політик, колишній голова Зборів Республіки Македонії, в.о. президента з листопада до грудня 1999 року.

## Освіта та наукова кар'єра
Саво Климовський закінчив юридичний факультет Університету св. Кирила і Мефодія в 1974 році зі ступенем магістра. Докторську дисертацію захистив у травні 1978 року в Любляні. У 1971 році став асистентом на юридичному факультеті, доцентом, потім професором. З жовтня 1992 року був деканом факультету два терміни поспіль. З 1996 по 1998 рік був головою Університетського ради Університету Св. Кирила і Мефодія.
Є автором численних монографій, шкільних та університетських підручників, наукових видань.

## Політична кар'єра
З квітня 1986 по березень 1991 Климовський входив в уряд Соціалістичної Республіки Македонії, як секретар (міністр) з освіти, культури та фізичної культури.
З 1992 по 2000 рік був депутатом Зборів Республіки Македонії та очолював комітети з конституційних питань і політичній системі, з європейської та євроатлантичної інтеграції, з міжнародних відносин. У 1998–2000 роках був головою Зборів Республіки Македонії.
Після того як 19 листопада 1999 закінчився термін повноважень президента Кіро Глігорова, Климовський виконував обов'язки глави держави до вступу на посаду Бориса Трайковського 15 грудня.